# Boulay-les-Barres
Boulay-les-Barres é uma comuna francesa na região administrativa do Centro, no departamento Loiret. Estende-se por uma área de 12,59 km². Em 2010 a comuna tinha 1 036 habitantes (densidade: 82,3 hab./km²).